# Exacum dolichantherum
Exacum dolichantherum är en gentianaväxtart som beskrevs av J. Klackenberg. Exacum dolichantherum ingår i släktet Exacum och familjen gentianaväxter. Inga underarter finns listade i Catalogue of Life.